# Javi Martínez
Javier Martínez Aginaga, mais conhecido como Javi Martínez, (Estella, 2 de setembro de 1988) é um futebolista espanhol que atua como volante ou zagueiro. Atualmente, joga pelo Al Bidda.

## Clubes
Revelado pelo Osasuna, a partir de 2006 passou a jogar pelo Athletic Bilbao.

### Bayern de Munique
Em 29 de agosto de 2012 assinou o contrato com Bayern de Munique por 40 milhões de euros.
Durante a disputa da Supercopa da Alemanha de 2014 em 14 de agosto, sofreu ruptura de ligamentos do joelho esquerdo. Retornou somente em 2 de maio de 2015 em partida contra o Bayer Leverkusen pela Bundesliga.
Em dezembro de 2015 ampliou seu vínculo com o clube até 2021.
Em 5 de maio de 2021 seu contrato com o Bayern de Munique chegou ao fim.
Com seu contrato indo até 30 de junho de 2021, em 4 de maio foi anunciado que Javi deixaria o clube depois de 9 anos, depois da diretoria optar por não renovar seu contato. Pelo clube da Baviera, Javi ganhou incríveis 23 títulos, com destaque para os 8 Campeonatos Alemães, 2 Liga dos Campeões e 2 Mundiais de Clubes.

## Seleção Espanhola
Tendo defendido a Seleção Espanhola desde a categoria sub-17, estreou pela principal em 29 de maio de 2010 em partida amistosa ante a Arábia Saudita. Desde então, integrou o elenco nas principais competições internacionais: Copa do Mundo de 2010, o primeiro título mundial da Espanha, Copa do Mundo de 2014, Eurocopa 2012, Jogos Olímpicos de 2012 e Copa das Confederações de 2013.

## Títulos
Bayern de Munique
- Campeonato Alemão: 2012–13, 2013–14, 2014–15, 2015–16, 2016–17, 2017–18, 2018–19, 2019–20, 2020–21
- Liga dos Campeões da UEFA: 2012–13, 2019–20
- Copa da Alemanha: 2012–13, 2013–14, 2015–16, 2018–19, 2019–20
- Supercopa da UEFA: 2013, 2020
- Copa do Mundo de Clubes da FIFA: 2013, 2020[8]
- Supercopa da Alemanha: 2016, 2017, 2018, 2020

Seleção Espanhola
- Eurocopa Sub-19: 2007
- Copa do Mundo: 2010
- Eurocopa Sub-21: 2011
- Eurocopa: 2012

### Prêmios individuais
- 98º melhor jogador do ano de 2012 (The Guardian)[9]